# Петер Вірнсбергер
Петер Вірнсбергер  (нім. Peter Wirnsberger, 13 вересня 1958) — австрійський гірськолижник, олімпійський медаліст.

## Виступи на Олімпіадах
| Олімпіада        | Дисципліна       | Місце |
| ---------------- | ---------------- | ----- |
| Лейк-Плесід 1980 | швидкісний спуск | 2     |